# 트레비쇼우구

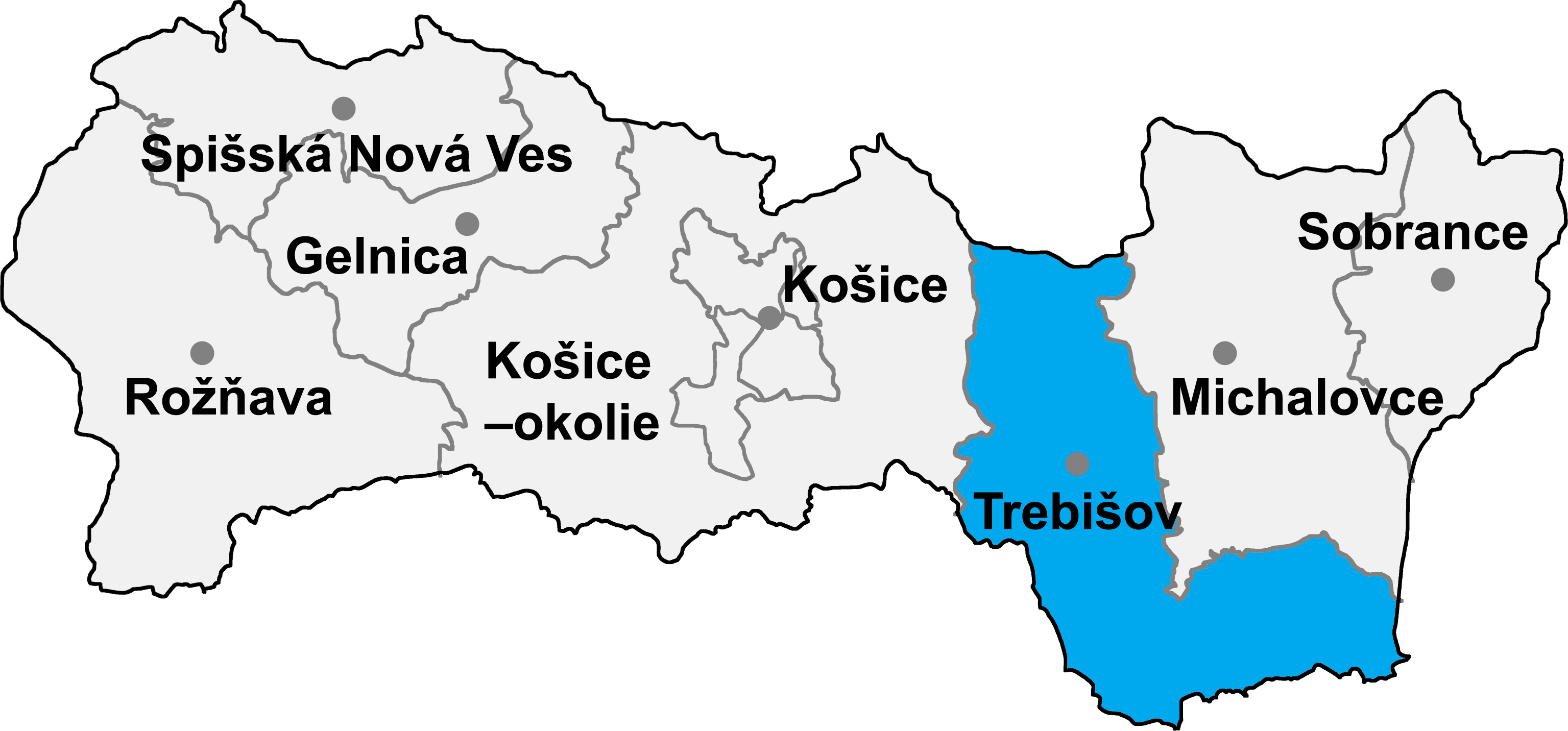
트레비쇼우구의 위치

트레비쇼우구(슬로바키아어: Okres Trebišov)는 슬로바키아 코시체주를 구성하는 11개 구 가운데 하나로 행정 중심지는 트레비쇼우이며 면적은 1,073.48km2, 인구는 105,797명(2014년 기준), 인구 밀도는 98.56명/km2이다.
코시체주 남부에 위치하며 82개 지방 자치체(4개 시, 78개 마을)를 관할한다. 서쪽으로는 코시체오콜리에구, 북쪽으로는 프레쇼우주 브라노우나트토플료우구, 동쪽으로는 미할로우체구와 접하며 남쪽으로는 헝가리와 국경을 접한다.